# Guy Louis Henri de Valory
Ne doit pas être confondu avec Louis Guy Henri de Valori.
Pour les autres membres de la famille, voir famille de Valori.
Guy Louis Henri de Valory, ou de Valori, né le 20 mars 1757 à Toul (Trois-Évêchés), mort le 8 avril 1817 à Vannes (Morbihan), est un général français de la Révolution et de l’Empire.

## États de service
Elève au collège de La Flèche de 1765 à 1772, puis à l’École royale militaire de Paris à compter du 8 août 1772, il devient sous-lieutenant le 29 septembre 1775, au régiment de Turenne, et en décembre 1777, il démissionne. 
Il reprend du service le 28 septembre 1792, en tant qu’adjudant-général chef de bataillon, et il organise un corps de 3 000 hommes de la Garde nationale de la Meurthe, qu’il conduit avec 8 pièces de canon au général Kellermann, commandant de l’armée de la Moselle. Il est nommé adjudant-général chef de brigade le 16 août 1793, et il lève un corps de 4 000 hommes de la Garde nationales des cantons de Sarreguemines, Morhange, Fénétrange et Saint-Avold, avec lequel il assure la défense des hauteurs de Blieskastel le 25 septembre 1793, où il est blessé d’un éclat d’obus à la jambe droite.
Le 11 juillet 1795, il commande le château du Taureau dans la Baie de Morlaix, et le 22 août suivant, il commande la place du Havre. Le 24 avril 1796, il est employé à la suite de la 45e demi-brigade de ligne, et le 1er septembre 1796, il passe chef de brigade à la 12e demi-brigade d'infanterie légère. De 1796 à 1799, il sert à l’armée d’Italie, et il se distingue le 14 janvier 1797, à la bataille de Rivoli, où avec un petit nombre d’hommes de sa demi-brigade, il charge une colonne de 2 000 autrichiens, qu’il culbute facilitant ainsi la marche de son corps sur la position de la Corona.
Le 26 mars 1799, il dirige l’attaque sur les bains de Bormio en Valteline, les enlève à la baïonnette et fait 400 prisonniers. Le 4 avril 1799, il soutient avec 4 pièces de canon, un combat sanglant, en avant de Taufers, contre toute la division du général Bellegarde, forte de 10 000 hommes. Il tient tête pendant trois heures, et il opère sa retraite en bon ordre, après avoir tué à l’ennemi 1 200 hommes et blessé un plus grand nombre. Le 11 mai 1799, sous les ordres du général Loison, il attaque sur le mont Cenezé, six bataillons hongrois commandés par le prince de Rohan, les culbute, les poursuit jusqu’aux portes de Lugano, et fait 400 prisonniers. Les Hongrois ayant reçu un renfort de quatre bataillons russes, il se voit obligé de battre en retraite. Cerné de toutes parts, et accablé par le nombre, il se rend avec 80 hommes qui ont combattu avec lui jusqu’à la dernière extrémité. 
Il est promu général de brigade le 29 août 1803, et il est employé le 21 septembre suivant dans la 13e division militaire en qualité de commandant à Nantes. Il est fait chevalier de la Légion d’honneur le 11 décembre 1803, et commandeur de l’ordre le 14 juin 1804.
Le 13 février 1805, il est démis de ses fonctions et mis en non activité, à la suite de la découverte d’irrégularités dans des dépenses non autorisé par le règlement, ainsi qu’un prêt de 15 699 francs envers son ancien régiment. Il est remis en service le 11 septembre 1805, à l’armée d’Italie, et le 18 octobre il commande la 2e brigade de la 3e division d’infanterie. 
Le 29 avril 1807, il prend le commandement de la 2e brigade de la 1re division d’infanterie du général Boudet dans le corps d’observation de la Grande Armée sous les ordres du maréchal Brune, et il est créé baron de l’Empire le 2 juillet 1808.
En 1809, il est affecté au 4e corps d’armée, et le 4 septembre 1809, il est employé dans la 13e division militaire, comme commandant du département du Morbihan. Le 13 mai 1813, il commande la 1re brigade de la 6e division d’infanterie du 2e corps de la Grande Armée. Il est blessé et fait prisonnier le 19 octobre 1813, à la bataille de Leipzig. Libéré sur parole le 24 mars 1814, il reprend le 24 avril suivant le commandement du département de Morbihan, et il est mis en non activité le 23 mars 1815.
Le 3 mai 1815, il est mis à la disposition du général Lauberdière, et il est chargé de l’organisation de la Garde nationale dans la 15e division militaire. Le 16 juin 1815, il commande la Garde nationale de Valenciennes, et le 20 mai le département de la Seine-Inférieure.
Il est admis à la retraite le 4 septembre 1815.
Il meurt le 8 avril 1817 à Vannes.

## Dotation
- Le 17 mars 1808, donataire d’une rente de 10 000 francs sur les domaines de Westphalie.

## Armoiries
| Figure | Nom du baron et blasonnement |
| ------ | --- |
|        | Armes du baron Guy Louis Henri de Valory et de l'Empire, décret du 19 mars 1808, lettres patentes du 2 juillet 1808, commandeur de la Légion d'honneur Écartelé au premier et quatrième de sable au vol d'argent, au deuxième et troisième d'or à la branche de laurier en pal de sinople, quartier des barons militaires brochant sur le deuxième quartier - Livrées : les couleurs de l'écu, le verd dans les bordures seulement. |

## Sources
- A. Pigeard, Dictionnaire Napoléon.
- G. Six, Les généraux de la Révolution et de l'Empire.
- (en) « Generals Who Served in the French Army during the Period 1789 - 1814: Eberle to Exelmans »
- Thierry Pouliquen, « Les généraux français et étrangers ayant servis [sic] dans la Grande Armée » (consulté le 27 mars 2015)
- « La noblesse d’Empire » (consulté le 27 mars 2015)
- « Cote LH/2670/53 », base Léonore, ministère français de la Culture
- (pl) « Napoléon.org.pl »
- A. Lievyns, Jean Maurice Verdot, Pierre Bégat, Fastes de la Légion-d'honneur, biographie de tous les décorés accompagnée de l'histoire législative et réglementaire de l'ordre, Tome 4, Bureau de l’administration, 1844, 640 p. (lire en ligne), p. 86.
- Vicomte Révérend, Armorial du premier empire, tome 4, Honoré Champion, libraire, Paris, 1897, p. 346.
- Charles Théodore Beauvais et Vincent Parisot, Victoires, conquêtes, revers et guerres civiles des Français, depuis les Gaulois jusqu’en 1792, tome 26, C.L.F Panckoucke, janvier 1822, 414 p. (lire en ligne), p. 222.